# El cielo es para todos
El cielo es para todos fue una telenovela mexicana del año 1979. Fue producida por Valentín Pimstein, dirigida por el actor Ricardo Blume y fue adaptación de Fernanda Villeli de la telenovela argentina del mismo nombre realizada en 1972, basada en la vida de San Martín de Porres. Fue protagonizada por René Muñoz, Diana Torres, Pancho Córdova, Julieta Egurrola y Mónica Sánchez Navarro.

## Elenco
- René Muñoz - San Martín de Porres
- Pancho Córdova - Fray Barragán
- Julieta Egurrola - Francisca
- Mónica Sánchez Navarro - Juana
- Alma Delfina - Santa Rosa de Lima
- Diana Torres
- Carlos Cámara - Fray Felipe
- Arturo Ríos - Rodrigo
- Ivonne Govea - Juana
- Virginia Gutiérrez - Isabel
- Carlos Fernández - Mateo
- Héctor Cruz - Agustín

- Datos: Q15581035